# Döpfer Schulen

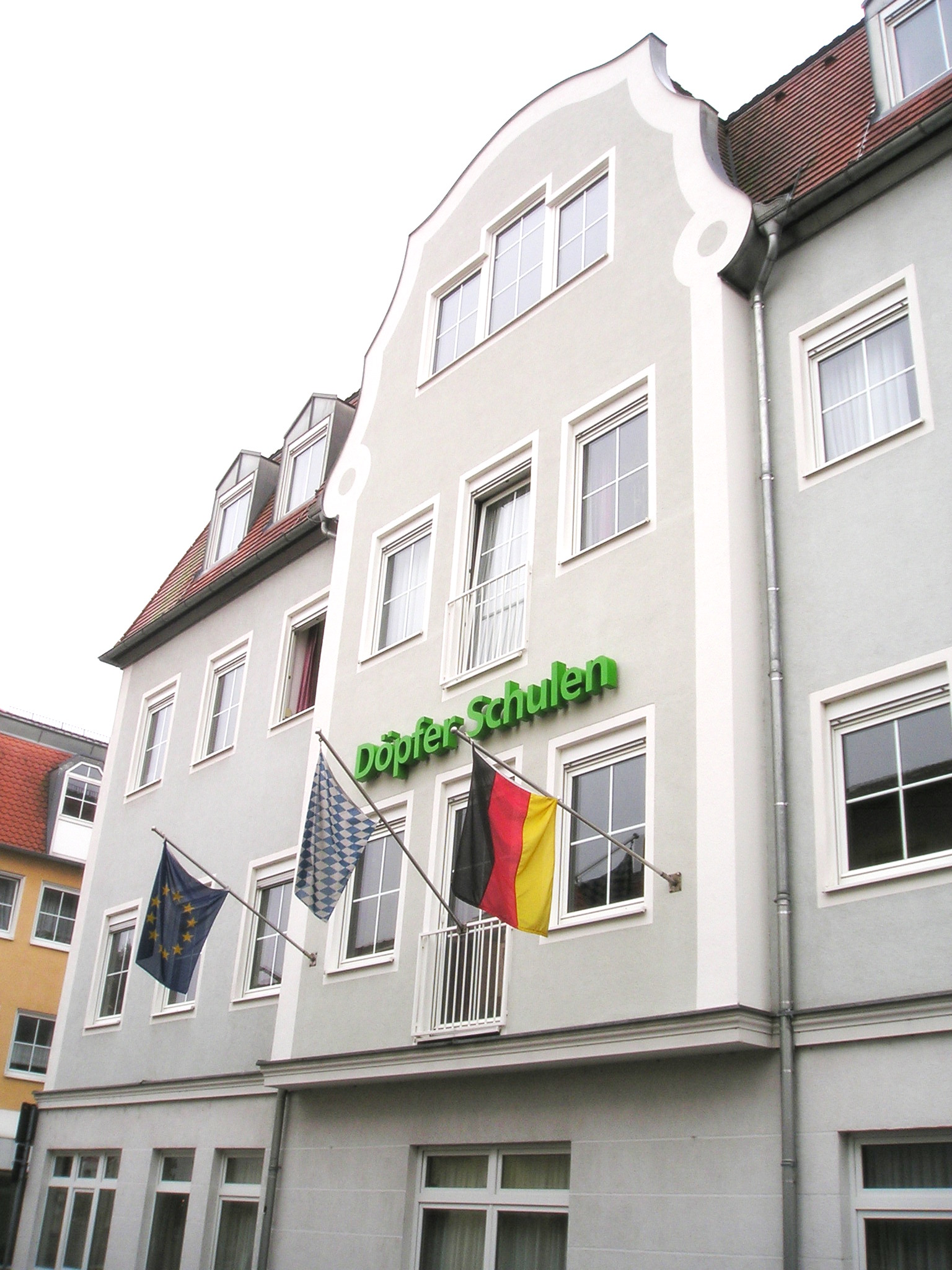
Schulgebäude in Schwandorf

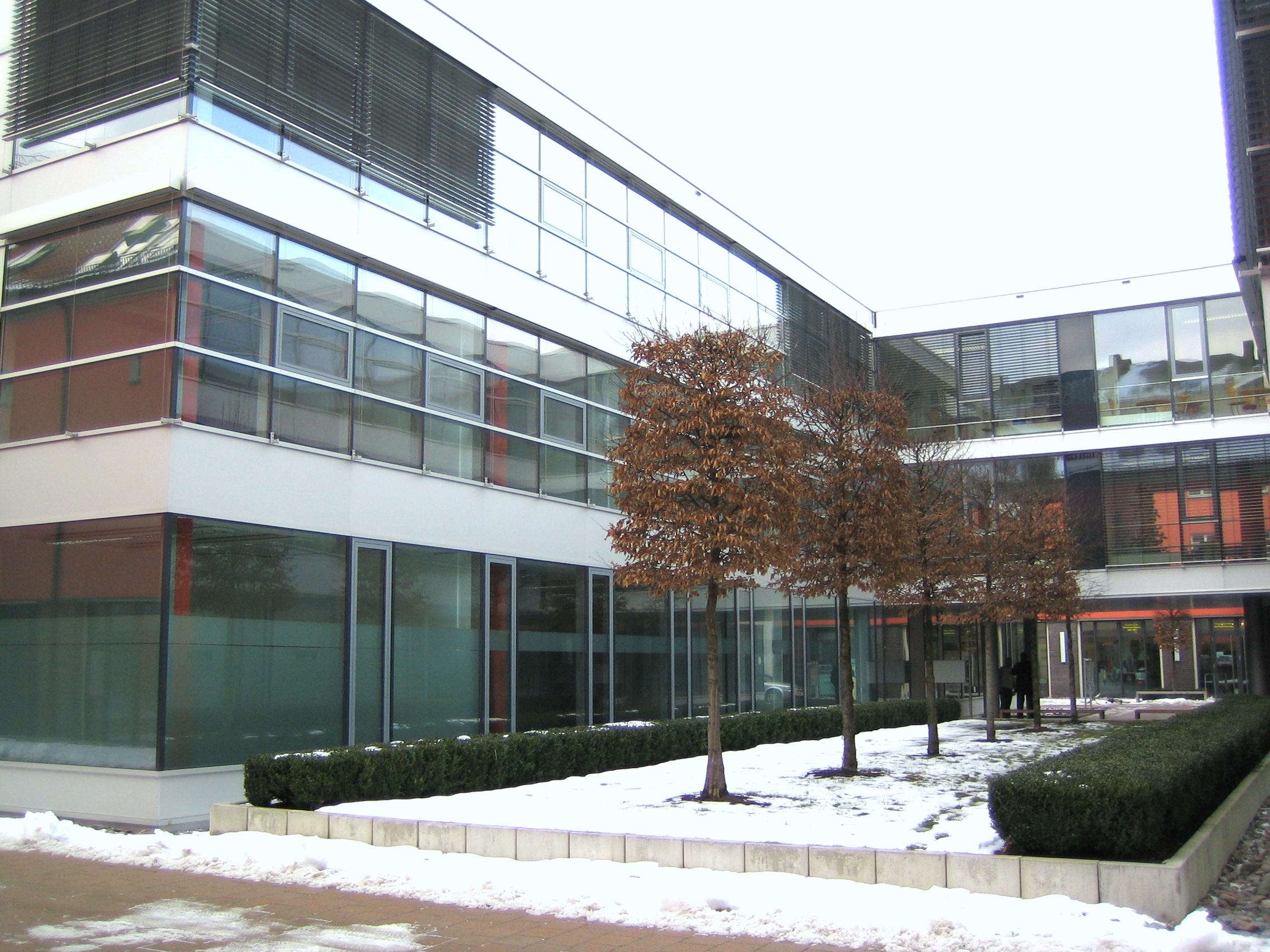
Schulgebäude in Regensburg

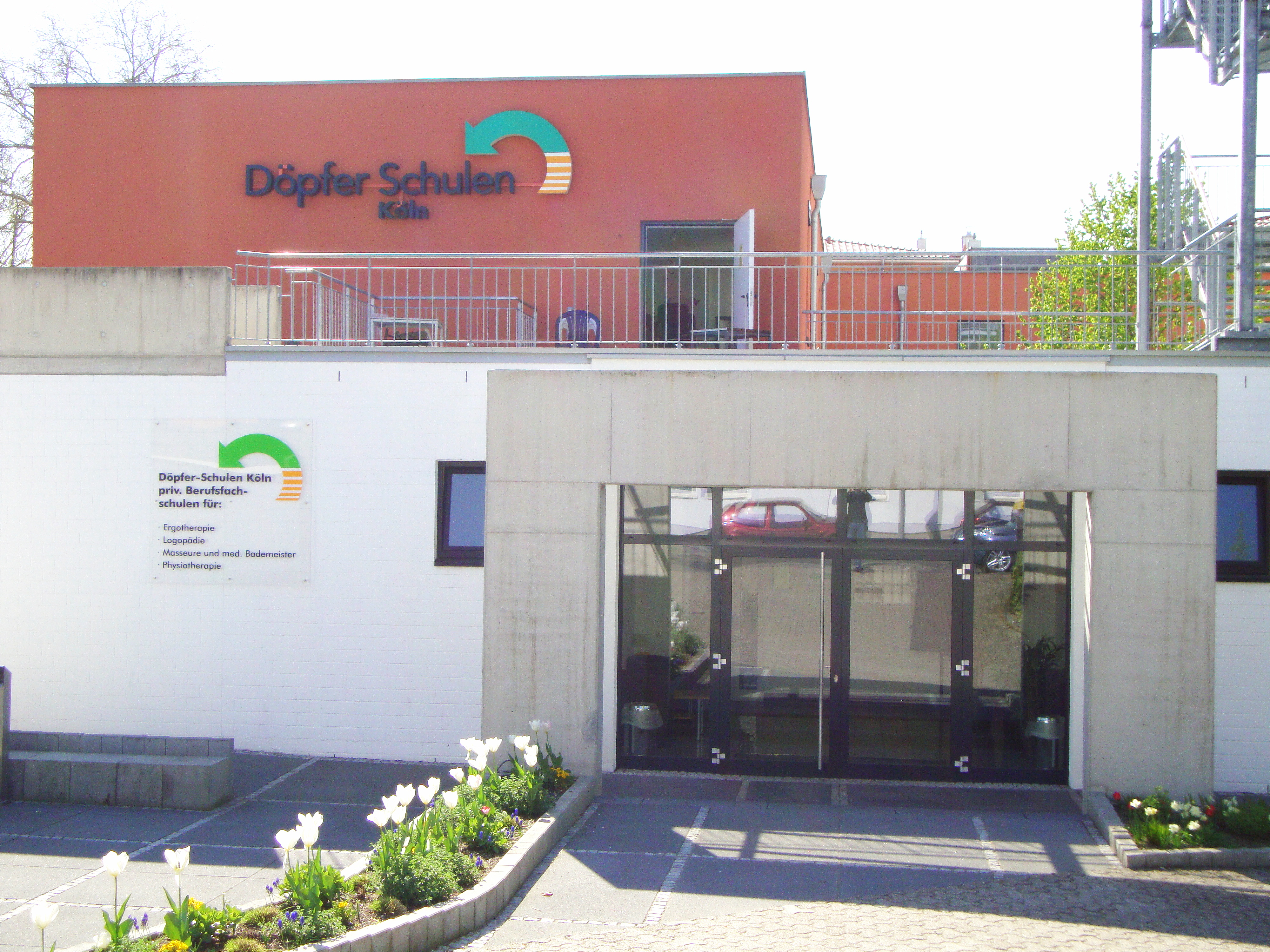
Schulgebäude in Köln

Die Döpfer Schulen sind staatlich anerkannte private Berufsfachschulen im Sozial- und Gesundheitswesen.

## Unternehmen
1992 gründete Hubert Döpfer in Schwandorf eine private Berufsfachschule für Krankengymnastik, die 1995 staatlich anerkannt wurde. 1999 übernahmen die Döpfer Schulen die mfn-Berufsfachschulen in Hamburg, welche im Juli 2012 in Döpfer Schulen Hamburg umbenannt wurden. 2004 wurde der Standort Köln, 2006 der Standort Regensburg und 2007 der Standort Nürnberg gegründet. Im Januar 2011 wurde die GFEB-Schule in München in das Unternehmen aufgenommen. Im Juni 2012 erwarben die Döpfer Schulen den Standort Rheine.
2006 gründete das Unternehmen in Schwandorf die Private Grundschule Döpfer, welche seit 2009 staatlich anerkannt ist. 2013 wurde die private Hochschule HSD Hochschule Döpfer gegründet. Von Januar 2014 bis Februar 2020 gehörte außerdem das Reitzentrum Schwandorf zur Unternehmensgruppe. Im Laufe der Jahre wurden Standorte in Kelheim (2020), Düsseldorf (2021) und Krefeld (2022) gegründet.

## Ausbildungen
Die Döpfer Schulen bilden in den Fachrichtungen Physiotherapie, Ergotherapie, Logopädie, Masseur und medizinischer Bademeister, Notfallsanitäter, Erzieher, Altenpflege und Pflegefachhelfer aus.

## Duale Studiengänge
Im Fachbereich Physiotherapie können Berufsfachschüler in der zweiten Ausbildungshälfte und bereits examinierte Physiotherapeuten ein Bachelorstudium absolvieren. Dies wird an den Standorten in Regensburg, Nürnberg, Köln, München, Hamburg und Rheine angeboten.

## Standorte
Es gibt die folgenden Standorte.
Hamburg
Die Döpfer Schulen Hamburg (vorm. mfn – Berufsfachschulen) bilden in den Fachbereichen Physiotherapie, Ergotherapie, Logopädie und Masseur und medizinischer Bademeister aus.
Köln
Die Döpfer Schulen Köln bilden in den Fachbereichen Physiotherapie, Ergotherapie, Logopädie und Masseur und medizinischer Bademeister aus. Zudem gibt es, wie bei weiteren Standorten, regelmäßig das Angebot von zahlreichen Fortbildungen für bereits Ausgebildete Physiotherapeuten. Diese finden sowohl am Standort Köln selbst statt, als auch in der Berufsfachschule für Physiotherapie der „PhysioCumLaude“, welche außerdem in Verbindung mit den Döpfer Schulen steht.
Nürnberg
Die Döpfer Schulen Nürnberg bilden in den Fachbereichen Physiotherapie, Ergotherapie, Masseur und medizinischer Bademeister und Pflege aus.
Regensburg
Die Döpfer Schulen Regensburg bilden in den Fachbereichen Physiotherapie, Ergotherapie, Masseur und medizinischer Bademeister, Notfallsanitäter, Altenpflege und Pflegefachhelfer aus.
Schwandorf
Die Döpfer Schulen Schwandorf bilden in den Fachbereichen Physiotherapie, Ergotherapie, Masseur und medizinischer Bademeister, Altenpflege, Pflegefachhelfer und Erzieher aus.
Die Private Grundschule Döpfer ist eine Bewegungs- und Gesundheitsschule, welche sich auf das eigens entwickelte Schulkonzept „Körper – Seele – Geist“ stützt.
München
Die Döpfer Schulen München (vorm. GFEB – medizinale Schulen) bilden in den Fachbereichen Physiotherapie, Logopädie und Ergotherapie aus.
Rheine
Die Döpfer Schulen Rheine bilden im Fachbereich Physiotherapie und Logopädie aus.
Kelheim
Die Döpfer Schulen Kelheim bilden in den Fachbereichen Pflegefachfrau / Pflegefachmann und Pflegefachhilfe aus.
Düsseldorf
Die Döpfer Schulen Düsseldorf bilden im Fachbereich Physiotherapie aus.
Krefeld
Die Döpfer Schulen Krefeld bilden im Fachbereich Physiotherapie und Ergotherapie aus.